# تل الأخضر (عين العرب)
تل الأخضر قرية سوريّة تتبع إداريّاً لمحافظة حلب منطقة عين العرب ناحية الجلبية، بلغ تعداد سكانها 324 نسمة حسب التعداد السكاني لعام 2004.